# Tanítóköltemény
A tanítóköltemény vagy tanköltemény egy irodalmi, azon belül költészeti műfaj, amelyben az oktatás, a költészet általános céljai mellett, határozottan előtérbe nyomul.
Tárgya az erkölcs, a filozófia vagy a vallás köréből van merítve, vagy valamely mesterség vagy művészet szabályait foglalja össze. Mivel a száraz okoskodás még magában véve nem költészet, a költő feladata segíteni a tárgy prózaiságán; nem annyira tanrendszert, mint inkább egyéni megfigyeléseket, találó észrevételeket nyújt a költő, tárgyairól vonzó képeket fest, példákkal világosítja, képekkel, hasonlatokkal érteti meg; megszólaltatja a humort és iróniát mint Arany János Vojtina Ars poeticájában. Olykor a levél csevegő stílusához folyamodik, mint Horatius levele a Pisókhoz a költészetről (De arte poetica). Legmaradandóbb értékűek a költészet ezen terén Hésziodosz, Lucretius és Vergilius művei. Az újkori világirodalomban különösen Boileau műve volt nagy hatással az irodalomra. Magyarországon a 19. század vége felé volt divatban; jelentős közülük Tóth Kálmán (A drámai nyelv).